# Nowy Dwór (powiat szczycieński)
Nowy Dwór (niem. Neuhof) – wieś w Polsce położona w województwie warmińsko-mazurskim, w powiecie szczycieńskim, w gminie Jedwabno. W latach 1975–1998 miejscowość należała administracyjnie do województwa olsztyńskiego.
Wieś wzmiankowana w dokumentach w 1579 r., powiększona o nowe grunty w 1741 r.

## Zabytki
- Dawny dom ludowy, obecnie biblioteka.
- Dawna plebania ewangelicka, obecnie szkoła podstawowa, z dachem naczółkowym i werandą od strony drogi.
- Szkoła, murowana z czerwonej cegły, założona na planie litery L, pochodząca z przełomu XIX i XX w.
- Dawny cmentarz ewangelicki
- Kościół, dawniej ewangelicki, obecnie katolicki pw. św. Wojciecha, wybudowany w 1901 r.
- Fragment dawnego pomnika, poświęconego żołnierzom poległym w pierwszej wojnie światowej - głaz przed kościołem